# August Mayer (Dichter)

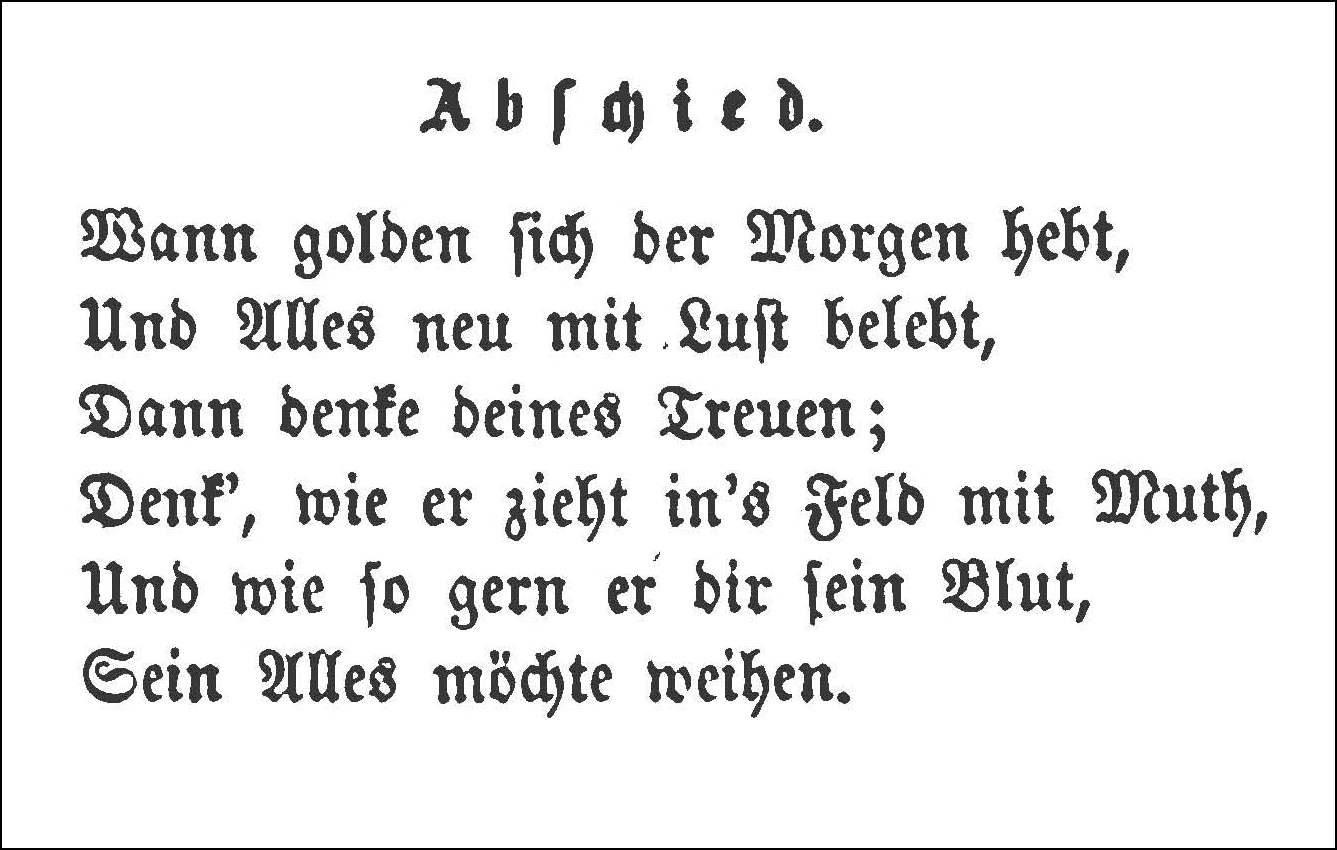
Anfang von August Mayers Gedicht Abschied, 1812

August Mayer (* 26. Oktober 1792 in Neckarbischofsheim oder Heilbronn; † November 1812 in der Schlacht an der Beresina) war ein deutscher Dichter der Schwäbischen Romantik.
Der „für Poesie und Musik reich begabte“ junge Mann studierte in Tübingen Rechtswissenschaften und konnte einige Gedichte veröffentlichen, bevor er als „willkürlich ausgehobener Soldat“ sein junges Leben in Napoleons Russlandfeldzug verlor.

## Leben

### Herkunft
Georg August Hartmann Mayer wurde am 26. Oktober 1792 als viertes von acht Kindern in Neckarbischofsheim oder Heilbronn geboren. Sein Vater war der Jurist Friedrich Christoph Mayer (1762–1841). Er trat 1785 in Neckarbischofsheim eine Stelle als Konsulent (Rechtsberater) an und heiratete im gleichen Jahr die Stuttgarterin Johanna Henriette Mayer geb. Hartmann (1762–1841). 1797 zog die Familie nach Heilbronn, 1803 nach Kochendorf und 1808 wieder nach Heilbronn.
Die Mutter gehörte der weitverzweigten Hartmannschen Familie in Stuttgart an. Sie war das älteste Kind von Johann Georg Hartmann. Er und ihr Bruder August Hartmann wirkten in Stuttgart als hohe württembergische Beamte. Sie wohnten mit ihren Familien zusammen im Hartmannschen Haus in der Fritz-Elsas-Straße 49 in Stuttgart, das als gastfreundliches Haus bekannt war und häufig prominente Persönlichkeiten des kulturellen und öffentlichen Lebens zu Gast hatte. Weitere Brüder von Henriette Mayer waren unter anderen der Industriepionier Ludwig Hartmann in Heidenheim an der Brenz, der Arzt und Paläontologe Friedrich Hartmann und der Maler Ferdinand Hartmann, der Direktor an der Dresdener Kunstakademie wurde.
Augusts Eltern waren beide künstlerisch begabt: Sein Vater soll malerisches und zeichnerisches Talent gehabt haben, seine Mutter „war sehr musikalisch“ und wurde „als gute Sängerin beim Kirchengesang“ geschätzt. August Mayer hatte wohl die künstlerische „Ader“ seiner Eltern geerbt, ebenso wie seine beiden älteren Brüder, der Dichter Karl Mayer und der Maler Louis Mayer. Zu seinen Geschwistern siehe auch Friedrich Christoph Mayer, Familie.

### Ausbildung

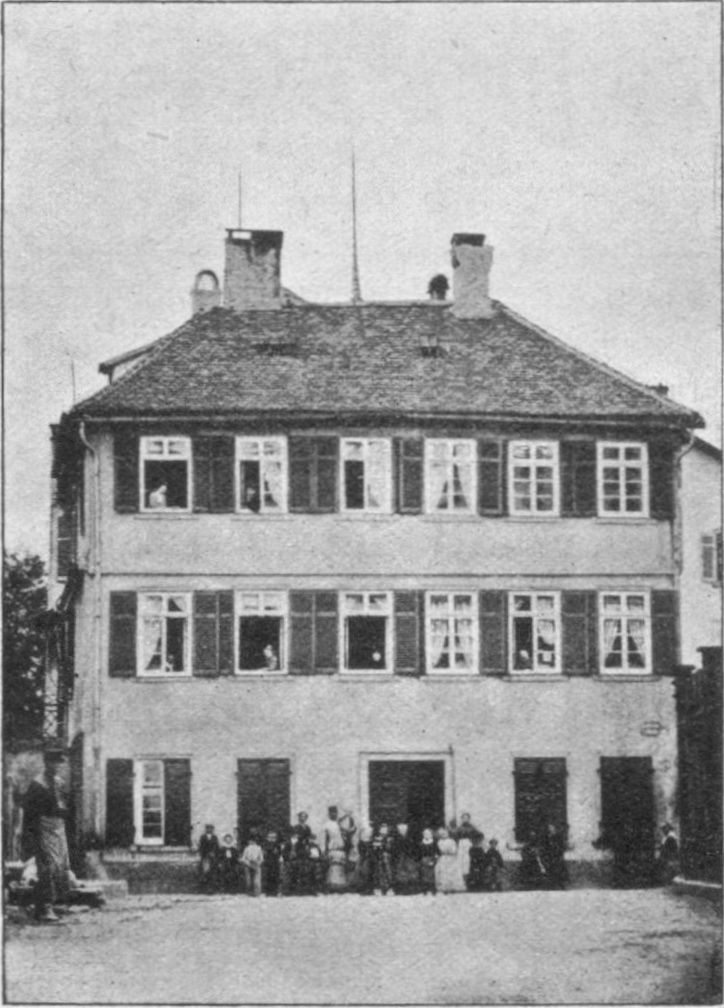
Großelterliches Haus, in dem August Mayer in Stuttgart wohnte, vor 1874.

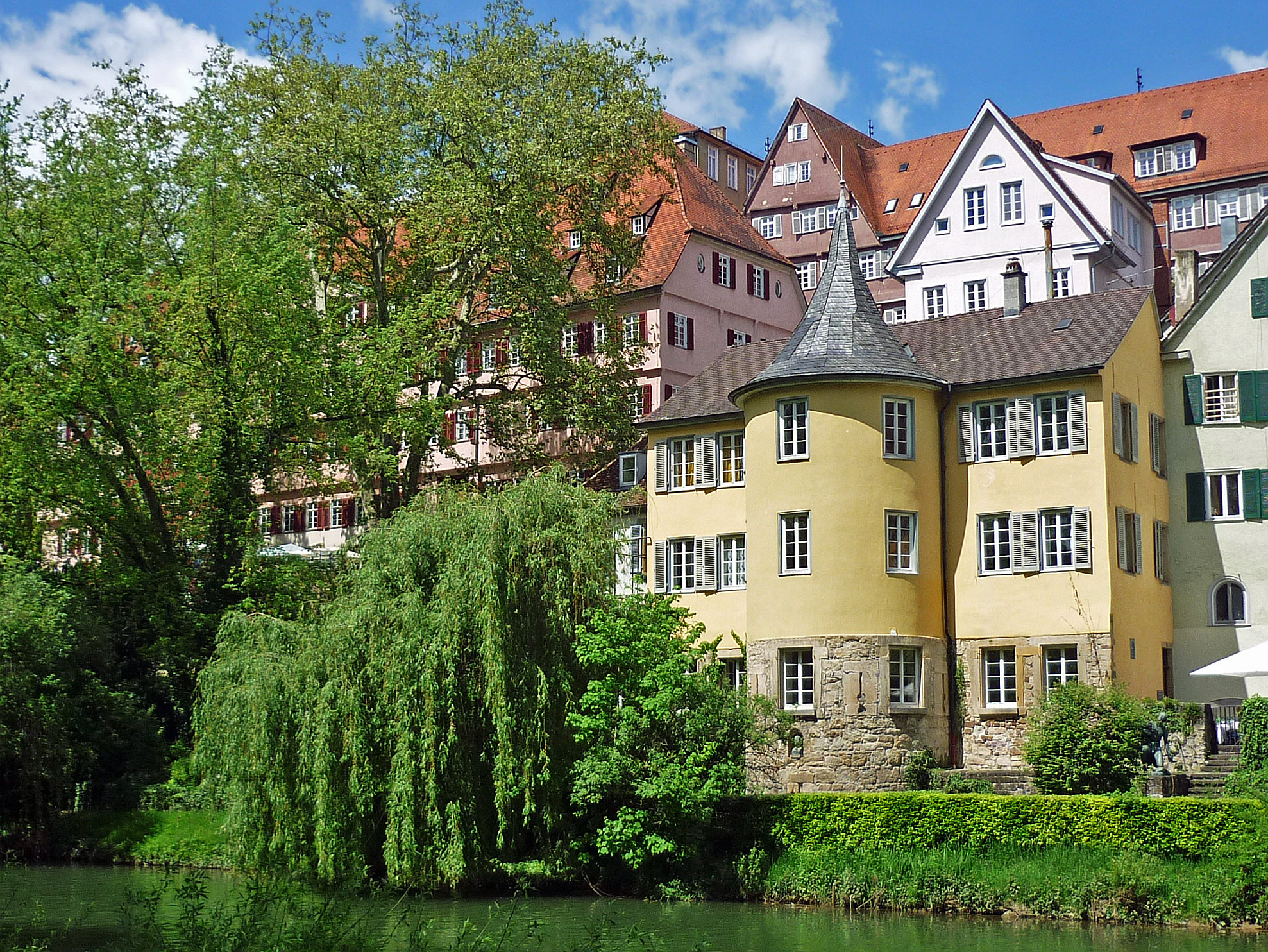
Haus, in dem August Mayer während seiner Studienzeit in Tübingen wohnte (in der Mitte: Hölderlinturm), 2015.

August besuchte bis 1809 das Gymnasium illustre in Stuttgart. In dieser Zeit lebte er, wie schon zuvor sein Bruder Karl, im Haus seiner Großeltern, dem Hartmannschen Haus. Im September 1809 bezog er die Universität Tübingen, um dort Rechtswissenschaften zu studieren. Sein Bruder Karl Mayer hatte von 1803 bis 1807 dort gleichfalls Jura studiert und mit Dichtern des späteren Schwäbischen Romantikerkreises Freundschaft geschlossen, vor allem mit Ludwig Uhland und Justinus Kerner.
Uhland kümmerte sich im Vorfeld bereitwillig um eine passende Unterkunft für den Bruder seines Freunds. Zu Augusts Freundeskreis gehörten in Tübingen vor allem Gustav Schwab, dann auch Ernst Osiander, Carl Wilhelm Pauli aus Lübeck, August Pauly aus Maulbronn, August Köstlin, Karl Hochstetter und David Assing („Assur“). Dazu gesellte sich noch der „ältere Tübinger Freundeskreis“ mit Augusts Bruder Karl Mayer, Ludwig Uhland und Justinus Kerner.

### Hölderlin
August Mayer wohnte in Tübingen direkt am Neckar in der Bursagasse 6 in einem der beiden Wohnflügel, die an den später so genannten Hölderlinturm angebaut waren. Das Haus, schrieb er im Mai 1810, „liegt einsam am Neckar und gibt mir Stoff (besonders in der jetzigen Maienzeit) zu tausend angenehmen Betrachtungen. Diese Entlegenheit und Einsamkeit die mir es so werth machen und zum Theil auch die Mühe des Eingangs machen es von Andern weniger gesucht und wohlfeil.“ August Mayer stattete dem geistig verwirrten Friedrich Hölderlin, der seit 1807 im ersten Stock des Turms lebte, hin und wieder einen Besuch ab. Seinem Bruder Karl berichtete er im Januar 1811 über Hölderlin:

„Der arme Hölderlin will auch einen Almanach herausgeben und schreibt dafür täglich eine Menge Papiers voll. Er gab mir heute einen ganzen Fascikel zum Durchlesen, woraus ich Dir doch Einiges aufschreiben will.“

Einige von Hölderlins Versen, die er seinem Bruder mitteilte, befand August für „schön“ oder „rührend“, andere für „komisch“.

### Almanach

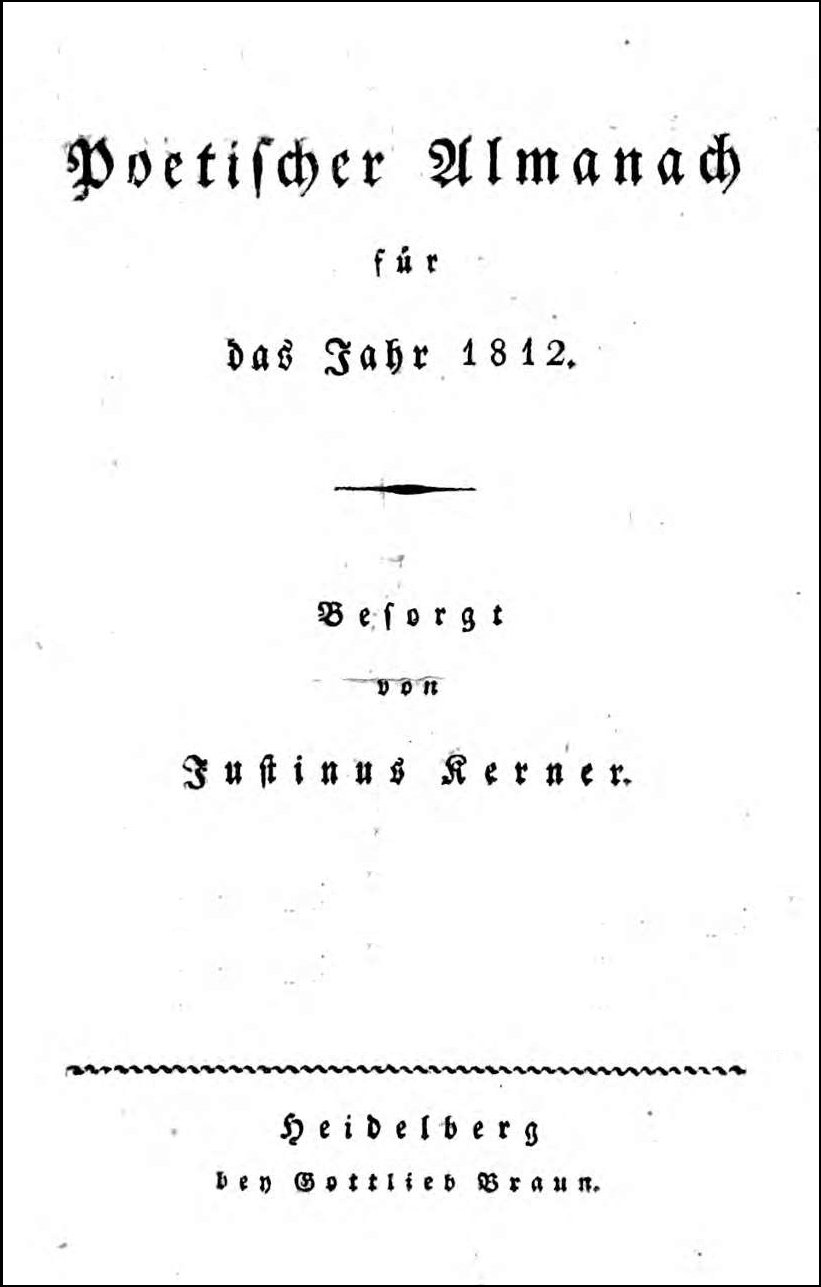
Titelseite des Almanachs.

Schon vor Augusts Studienantritt in Tübingen hatte Uhland Anfang 1809 einige von Augusts Gedichten kennen und schätzen gelernt. Er schrieb seinem Freund Karl Mayer:

„… so dank’ ich Dir vorzüglich nur für die abgeschriebenen Gedichte [von August Mayer]. Sie verrathen nicht nur Talent zur Poesie, sondern auch Fertigkeit im Technischen. Ich bin auch überzeugt, daß die Gewalt über die Sprache nicht so sehr eine Folge der Uebung, als eine Machtäußerung des poetischen Geistes ist. An den Sonetten freute mich, daß wenn auch Deinem Bruder (August) seine Lectüre zu dieser Form den Anstoß gegeben haben mag, sie doch keineswegs bloße Spielerei mit der äußern Form, sondern wirklich mit Ergreifung der innern Form des Sonetts gedichtet sind.“

August wurde von Uhland mit einbezogen in die Vorbereitungen für den von Kerner geplanten Poetischen Almanach, der zu einer Art Gründungsdokument der Schwäbischen Romantik werden sollte. Im Februar 1811 war Kerner mit der Zusammenstellung des Almanachs bereits weit fortgeschritten. Neben eigenen Gedichten sollte der Almanach Werke enthalten von Ludwig Uhland, Gustav Schwab, Karl Mayer und anderen, die sich meist von Tübingen her kannten, aber auch von einigen norddeutschen Dichtern wie August Varnhagen, Adelbert von Chamisso und Friedrich de la Motte Fouqué. Auch fünf von Augusts Gedichten sollten in den Almanach aufgenommen werden.
Im April 1811 beteiligte sich August wie sein Bruder Karl und wie Uhland an der Reinschrift der handschriftlichen Gedichtsammlung, die Kerner zusammengestellt hatte. Im Mai schrieb er an Karl: „Gestern haben wir und Uhland vollends das Almanachs-Manuscript herrlich ausgestattet mit wehenden Flaggen vom Stapel laufen lassen.“ Bei der Gelegenheit gab August eine Kostprobe seiner musikalischen Begabung und spielte Uhland seine Vertonung von dessen Gedicht Der gute Kamerad vor. Im September durfte August, der nach seiner Einberufung in Stuttgart einkaserniert war, das Erscheinen des Almanachs noch erleben, bevor er ins Feld ziehen musste.

### Soldat
Am 9. Juni 1811 war Augusts Großvater Georg Hartmann gestorben. Zur Beerdigung fuhren Augusts Eltern nach Stuttgart. Dort erhielten sie die Mitteilung, dass August zum 1. September 1811 zu den Soldaten einberufen worden war:

„Er war unter den von König Friedrich von Württemberg bezeichneten studirenden sogenannten Honoratioren-Söhnen, die der König zu Soldaten für den unter Napoleon zu erwartenden russischen Feldzug bestimmt hatte, und in einer ihm auf Befehl vorgelegten Liste, wie es hieß, mit dem Bleistift willkürlich angestrichen. Welch ein harter Schlag des Schicksals für den zart organisirten, sanften und künstlerisch begabten Jüngling und für unsre ganze Familie!“

August wurde dem Infanterie-Regiment Nr. 2 Herzog Wilhelm zugeteilt und in der Stuttgarter Legionskaserne am Ende der Königstraße einkaserniert. Als Offiziersanwärter wurde er von den Vorgesetzten gut aufgenommen. Trotz aller Widrigkeiten fand er Zeit zum Klavierspielen. Er lernte den späteren Hofkapellmeister Konradin Kreutzer kennen und konnte mit einigen Gleichgesinnten musizieren, darunter Fräulein Danzi und Emilie Zumsteeg, die Tochter von Johann Rudolf Zumsteeg, die seine selbstkomponierten Variationen „sehr artig“ spielten. Ende September konnte er sich an einem druckfrischen Exemplar des Almanachs erfreuen, das ihm sein Bruder Karl zuschickte. Zweimal, im Oktober und zu Weihnachten, erhielt er Urlaub zum Besuch seiner Familie in Heilbronn.

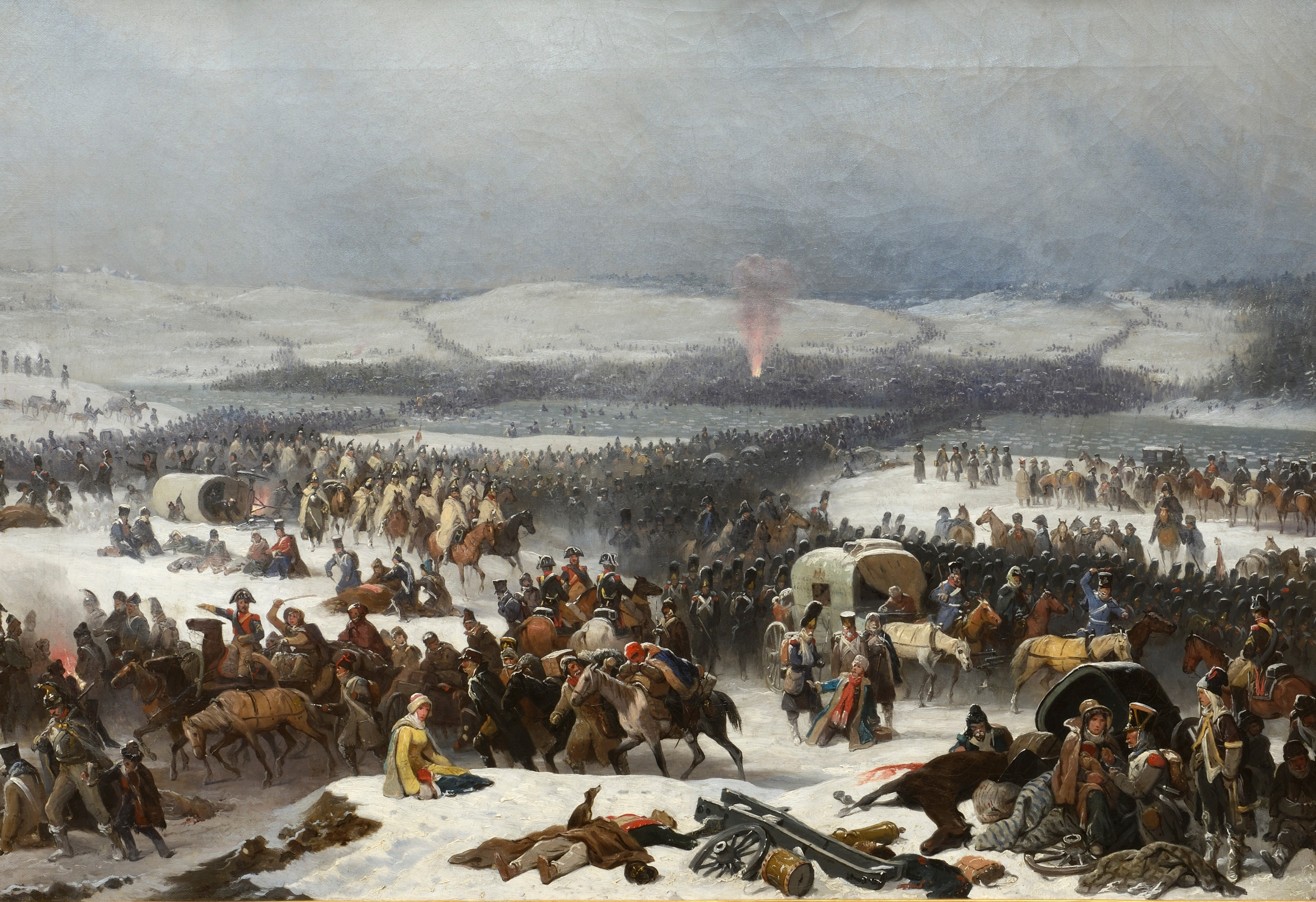
Übergang über die Beresina, 1866

Am 11. März 1812 begann der lange Marsch nach Russland unter dem Oberbefehl des Kronprinzen, des späteren Königs Wilhelm I. Solange er in Deutschland unterwegs war, nutzte August Mayer alle Möglichkeiten, sich zu zerstreuen, er besichtigte Sehenswürdigkeiten, kam mit interessanten Personen zusammen, konnte hie und da dem Klavierspiel frönen und ein Theater oder Konzert besuchen. Aus Thüringen schrieb er seinen Eltern:

„Die wohlklingende feine Sprache gibt dem hier zu Lande wirklich schönen Geschlecht einen um so größern Reiz. Sie sind sehr lieblich und artig, ich mag mich aber nicht einlassen mit dem Sirenenvolk.“

Über den weiteren Marsch und eventuelle Kampfeinsätze ist wenig bekannt. Inzwischen war August Mayer jedenfalls vom Unteroffizier zum Leutnant befördert worden. Sein Regiment traf mit den übrigen Truppen Napoleons im September in Moskau ein. Von dort schrieb er am 19. September den letzten Brief, der seine Eltern erreichte.

### Lebensende
Nachdem Napoleon im Oktober seine stark geschrumpfte Hauptarmee aus Moskau zurückzog, marschierte August mit seinem Regiment über Smolensk zur Beresina. Er fiel wahrscheinlich in der Schlacht an der Beresina, die vom 26. bis 28. November 1812 stattfand, vielleicht ist er auch erfroren oder ertrunken.
1892 schrieb Rudolf Krauß im Schwäbischen Merkur: „August Mayer ist nicht wiedergekehrt. Wie manches Lied ist ungesungen, wie manche Melodie unverklungen mit ihm zu Grabe gegangen! Sein Loos war schon erfüllt, als – Juni 1813 – der „Deutsche Dichterwald“ und darin sein Gedicht ‚Abschied‘ erschien – eine Art Vermächtnis des Scheidenden.“
August Mayer war nur 20 Jahre alt geworden, alle vielversprechenden Hoffnungen waren im Nichts zerstoben, sein Leben war wie das von 12.000 anderen Württembergern sinnlos dem Wahn des französischen Kaisers und des württembergischen Königs zum Opfer gefallen. Die Freunde und die Familie, der „nicht einmal der leidige Trost einer Benachrichtigung über die Todesart des Geliebten zu Theil“ wurde, waren von Trauer überwältigt.
Im Gegensatz zu Uhland, Kerner und Schwab, den Bannerträgern der Schwäbischen Romantik, war August Mayer (auch auf Grund seines nur schmalen Werks) kein dauernder Nachhall beschieden. Er teilte damit das Schicksal seines Bruders Karl, der sich zu seiner Zeit einer gewissen Bekanntheit erfreute, aber schon bald vergessen war.

## Jugendliebe

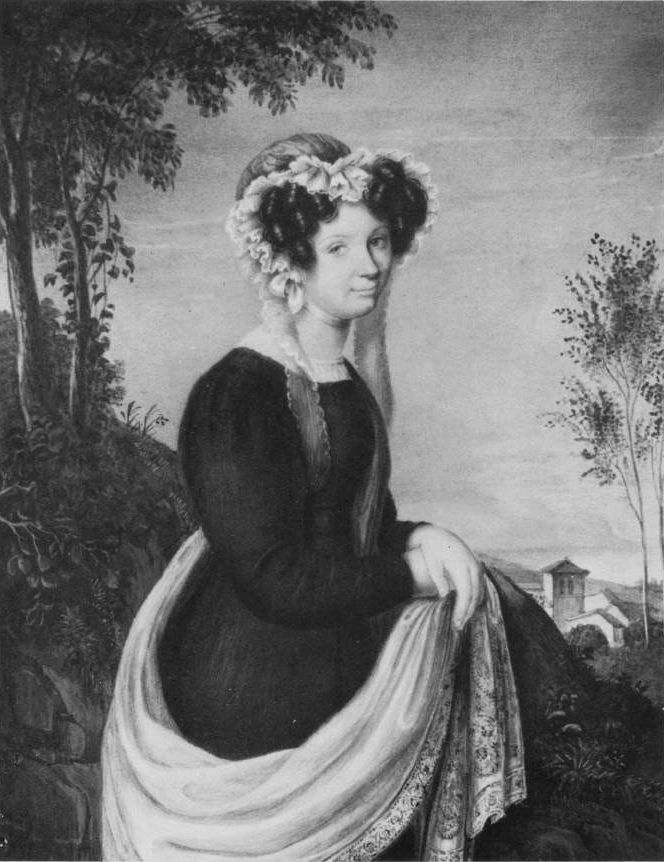
Emilie Reinbeck, Aquarell ihrer Schwester Mariette Zöppritz, undatiert.

August Mayers Cousine Emilie Hartmann (später verheiratete Emilie Reinbeck) litt seit ihrer Kindheit unter einem hartnäckigen Wechselfieber. Bis ins 19. Jahrhundert war die Krankheit, die heute nur noch in den Tropen auftritt, auch in Deutschland weit verbreitet. In der Hoffnung, dass eine Luftveränderung ihre Kränklichkeit lindern oder heilen könnte, schickte die Familie sie 1811 zu ihrer Tante Henriette Mayer in Heilbronn zur Erholung. August, der in Tübingen studierte, verbrachte seine Ferien ebenfalls im Haus seiner Eltern und traf dort Emilie, mit der er sich schon in Stuttgart befreundet hatte, als er das Gymnasium besuchte und im Haus ihres gemeinsamen Großvaters Johann Georg Hartmann wohnte, wieder. Während Emilies Aufenthalt in Heilbronn soll sich aus der Freundschaft eine Jugendliebe zwischen der 16- oder 17-jährigen Emilie und dem ein Jahr älteren August entwickelt haben. Die Stuttgarter Publizistin Irene Ferchl schreibt dazu:

„Wegen ihrer Kränklichkeit wird Emilie öfter zur Erholung geschickt, so zu den Verwandten Mayer nach Heilbronn, deren ältester Sohn August ihre Jugendliebe wurde. … In der Familie und im Freundeskreis herrschte großer Jammer über den Tod des 20-Jährigen und man kann sich vorstellen, daß Emilie, wenn sie ihn denn geliebt hat, zutiefst getroffen war.“

Jedenfalls kurierte Emilie in Heilbronn ihr Wechselfieber ein für allemal:

„Da erblickte sie unreife Aepfel und empfand einen so unwiderstehlichen Drang sie zu essen, daß sie heimlich eine gute Zahl in ihr Bett nahm und von der verbotenen Frucht nach Herzenslust schmauste, und siehe, das Fieber war wie durch einen Zauber gebannt und sie vollkommen hergestellt.“

In der Literatur und in einschlägigen Briefen findet sich weder eine Bestätigung noch eine Andeutung über die angebliche Jugendliebe. In seinen fünf Liebesgedichten, die 1811 im Poetischen Almanach erschienen, wendet sich August zwar an eine imaginäre Geliebte, auch in dem Gedicht „Abschied“, das 1812 vor seinem Abmarsch nach Russland entstand, aber diese Auslassungen lassen keine konkreten Rückschlüsse zu. Das wahrscheinlich im Mai 1811 geschriebene Gedicht „Entzauberung“, das er seinem Bruder Karl als „ein in Stuttgart erzeugtes Sonett von mir“ ankündigt, erfüllt den Uneingeweihten vollends mit Ratlosigkeit:
Was fehlet ach! was fehlt dem theuren Bild?

Des Auges Seele fehlt, dess’ Blick so mild

Mir kaum die höchste Wonne zugeflüstert,

Und liebelos mir nun entgegendüstert.
In seinen Feldpostbriefen erwähnte August seine Cousine zweimal:

„Von Stuttgart und den Häusern beider Onkels möchte ich gar gerne auch ein Wort hören; diesen Gefallen thäte mir die liebe Emilie gewiß.“

„Die liebe Emilie hat mich neulich mit einem Brief erfreut, den ich werth und teuer halte.“

Vielleicht, wenn überhaupt, war die behauptete Jugendliebe nur eine jugendliche Schwärmerei. Vielleicht hielten August und Emilie auch ihre Liebe geheim, um sich vor Gerüchten zu bewahren, die in ihrer biedermeierlichen Umwelt vor allem Emilies Ruf hätten schaden können.

## Gedichte
Das lyrische Werk des jung aus dem Leben gerissenen Dichters ist nicht sehr umfangreich. Elf seiner Gedichte wurden gedruckt, davon fünf zu seinen Lebzeiten. Die Württembergische Landesbibliothek Stuttgart verwahrt darüber hinaus 23 Seiten mit „Gedichten aus dem Nachlass“.
August Mayer erlebte nach seiner Aushebung zum Militär am 1. September 1811 noch das Erscheinen von Kerners Poetischem Almanach für das Jahr 1812, der im September 1811 herauskam und fünf Liebesgedichte aus den Jahren 1808 und 1809 enthielt. In Stuttgart kaserniert, schrieb er am 12. November 1811 an seine Eltern oder seinen Bruder Karl in Heilbronn: „Von unserm Almanach wird hier (in Stuttgart) Manches gesprochen.“
Bald schon hatten Kerner und seine Mitherausgeber den nächsten Almanach in der Planung, der 1813 unter dem Titel Deutscher Dichterwald herauskam und August Mayers Gedicht Abschied enthielt, den wehmütigen Gesang eines in den Krieg ziehenden Soldaten, der seine Geliebte in der Heimat zurücklassen muss. Gustav Schwab sandte dem Abschiedsgedicht seines Freundes, ebenfalls im Dichterwald, ein Gedicht hinterher: „An August Mayer. Antwort auf dessen Abschied“. Unter dem 16. August 1812 schrieb Ludwig Uhland in einem Brief an August: „Leider! haben wir von Ihnen diesmal nur Eines: Abschied, das sich hier schon längst alle Mädchen abgeschrieben haben.“ Ob Uhlands Brief den Empfänger erreichte, ist nicht bekannt. 1867 druckte Karl Mayer in seinem Uhlandbuch noch einmal zehn Gedichte seines Bruders ab, darunter die bereits im Almanach und im Dichterwald erschienen.

### Abdrucke
- August Mayer: [Fünf Gedichte]. In: Justinus Kerner (Herausgeber): Poetischer Almanach für das Jahr 1812. Besorgt von Justinus Kerner Heidelberg: Gottlieb Braun, 1811, pdf.
- August Mayer: Abschied. In: #Kerner 1813, S. 91–92.
- August Mayer: Der Schlummer. In: Rheinblüthen: Taschenbuch auf das Jahr 1825, Jahrgang 4, Karlsruhe 1825, S. 350–351.

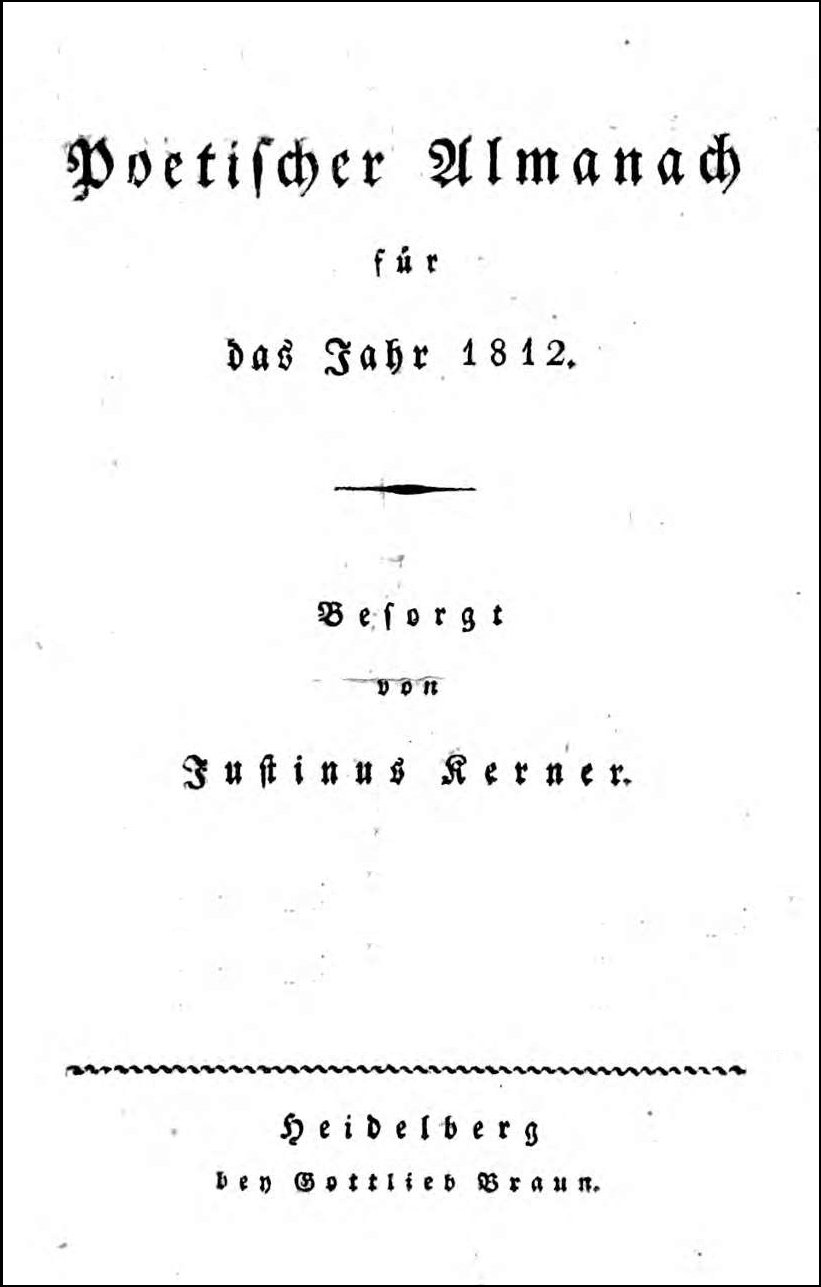
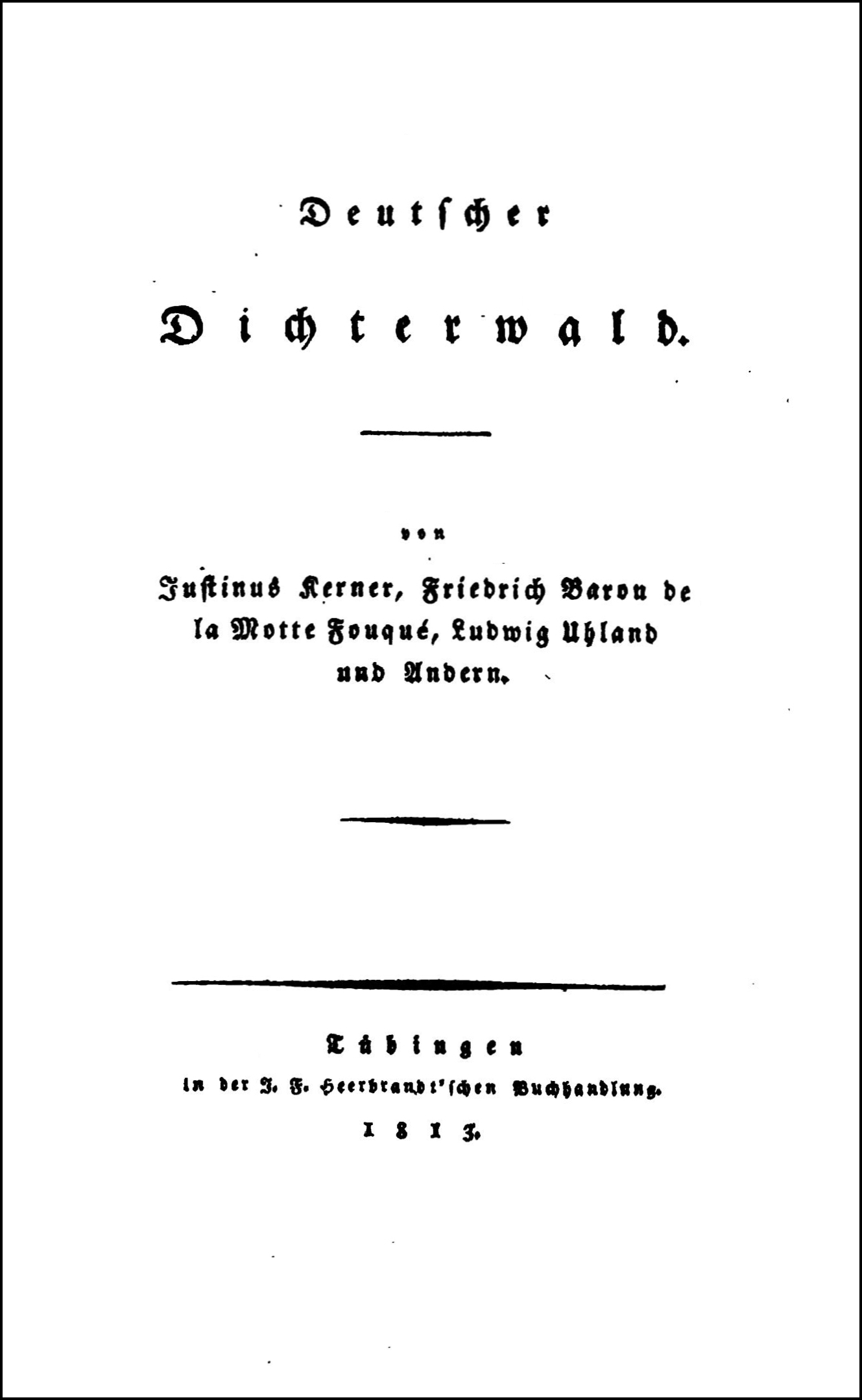
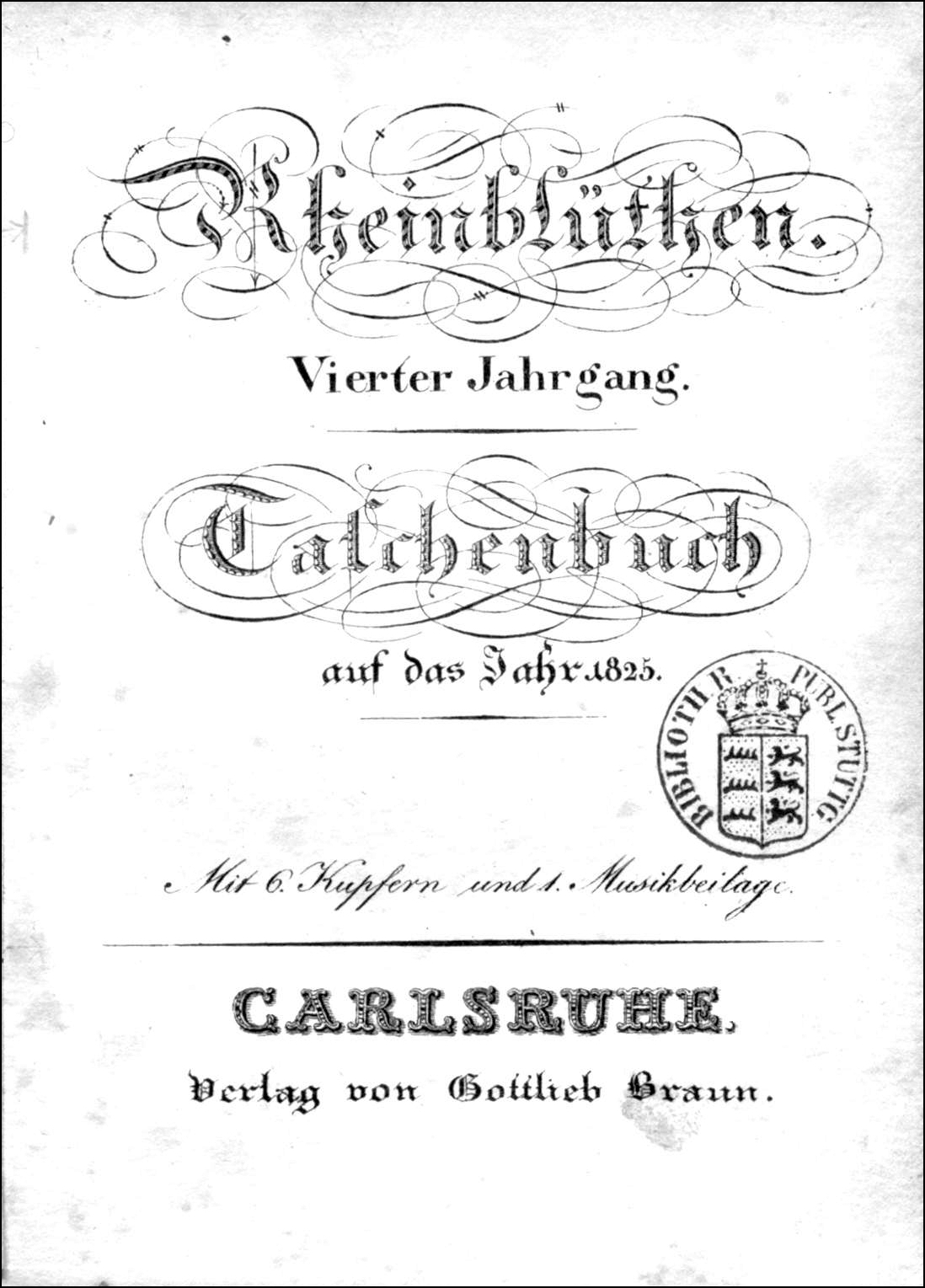
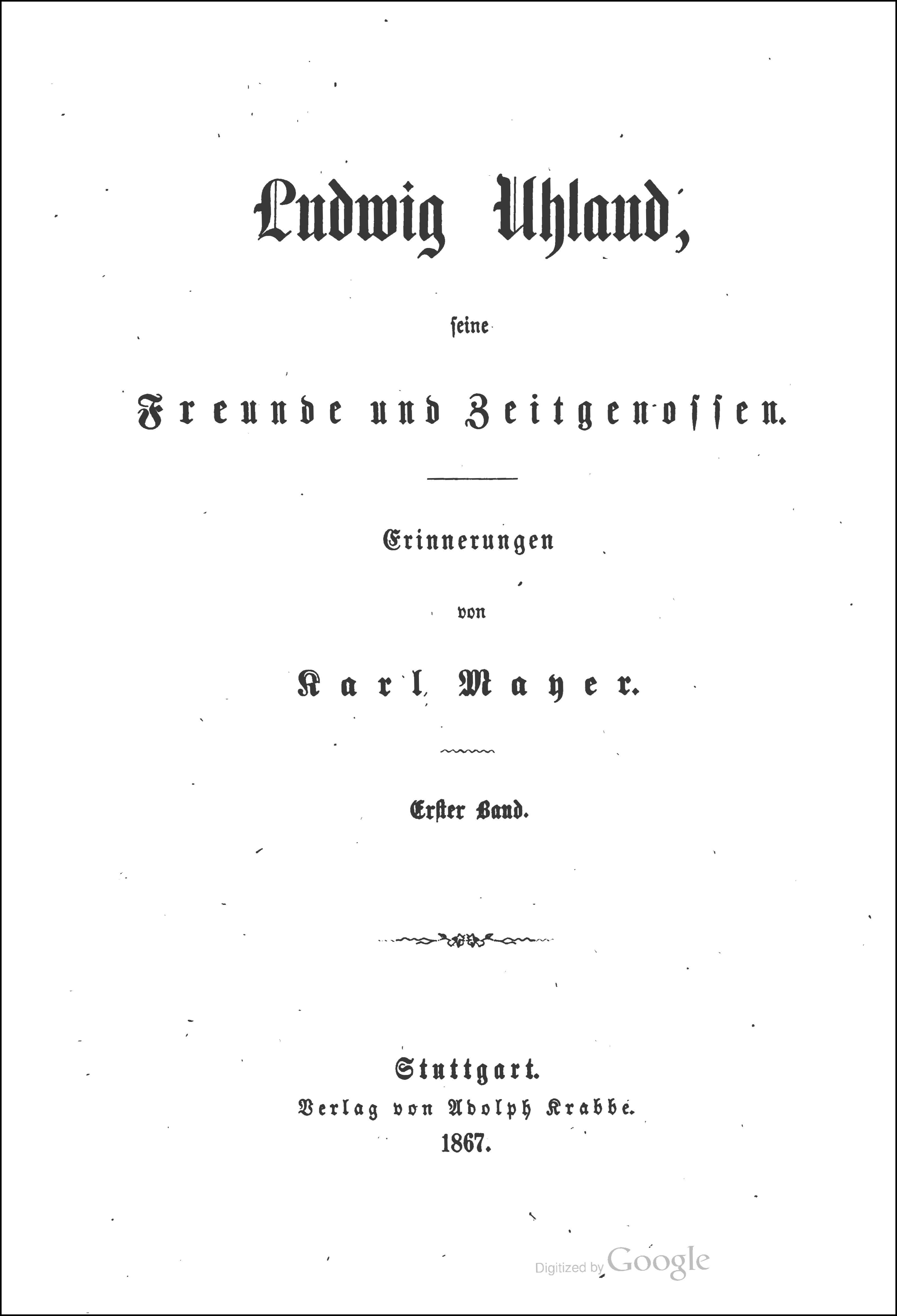

- August Mayer: [Zehn Gedichte]. In: #Mayer 1867.

### Liste
Die Tabelle gibt eine Übersicht über die abgedruckten Gedichte und ihre Fundstellen.
| Zeit           | Gedicht                       | #Mayer 1812 | #Mayer 1813 | #Mayer 1825 | #Mayer 1867 |
| -------------- | ----------------------------- | ----------- | ----------- | ----------- | ----------- |
|                | Vorboten                      | 73          |             |             | 112         |
| 1809, Januar   | Trost in Erinnerung           | 134         |             |             | 112-113     |
|                | Der Sänger an seine Lieder    | 166-167     |             |             | 113         |
| 1808, Dezember | Poesie und Musik              | 181         |             |             | 114         |
| 1809, März     | Grade der Seligkeit           | 182         |             |             | 114         |
|                | Nachgefühl der Liebe          |             |             |             | 115         |
|                | An Sie                        |             |             |             | 115         |
|                | Verse in der Burg Weibertreue |             |             |             | 116         |
| 1811, Mai (?)  | Entzauberung                  |             |             |             | 179         |
| 1812           | Abschied                      |             | 91-92       |             | 247-248     |
|                | Der Schlummer                 |             |             | 350-351     |             |

### Allgemein
- Redaktion des General-Anzeigers (Hrsg.): Lebensbilder hervorragender Heilbronner, Heilbronn 1912, Nr. 13, S. 23–25.
- Hartmannsbuch [1]. Stammbaum. Cannstatt 1878, S. 4, 2.
- Hartmannsbuch [2]. Fortsetzung und Ergänzung der Familienbücher von 1878, 1885 und 1892. Cannstatt 1898, S. 54–57, 20–25.
- Hartmannsbuch [3]. Cannstatt 1913, S. 13, 4.
- Karl Mayer: Ludwig Uhland, seine Freunde und Zeitgenossen: Erinnerungen, Band 1. 1807–1813. Krabbe, Stuttgart 1867, S. 108–109, 112–116, 132–134, passim: 164-273; uni-tuebingen.de.
- Adolf Rümelin: Zum Gedächtnis eines Verschollenen. In: Besondere Beilage des Staatsanzeigers für Württemberg, 1893, S. 3–17.

### Hilfsquellen
- Irene Ferchl: Lesekränzle und Salons. Stuttgarts literarische Gesellschaft im 19. Jahrhundert. Bad Boll 2007, hier S. 10–18; ev-akademie-boll.de (PDF; 205 kB)
- Karl Goedeke: Grundriß zur Geschichte der deutschen Dichtung aus den Quellen, Band 3. Dresden 1881, S. 345; archive.org
- Karl Goedeke: Grundriß zur Geschichte der deutschen Dichtung aus den Quellen. Band 7: Zeit des Weltkrieges, 7. Buch, 2. Abteilung. Dresden 1900, S. 229; archive.org
- Friedrich Hölderlin. In: Helmut Hornbogen: Tübinger Dichter-Häuser. Literaturgeschichten aus Schwaben. Ein Wegweiser. Tübingen 1999, S. 79–88.
- Justinus Kerner (Herausgeber): Deutscher Dichterwald. Von Justinus Kerner, Friedrich Baron de La Motte Fouqué, Ludwig Uhland und Andern. J. F. Heerbrandt’sche Buchhandlung, Tübingen 1813, Wikisource.
- Karl Klüpfel: Gustav Schwab. Sein Leben und Wirken. Leipzig 1858, S. 29, 33.
- Hertha Koenig; Tilman Krause (Herausgeber): Emilie Reinbeck. Roman über die schwäbische Romantik. Bielefeld 2008.
- Rudolf Krauss: Schwäbische Litteraturgeschichte. 2. Die württembergische Litteratur im neunzehnten Jahrhundert. Freiburg im Breisgau 1899, S. 22–26.
- Karl Mayer: Album schwäbischer Dichter, Band 3: Karl Mayer. Tübingen 1864.
- Georg Reinbeck: Lebensabriß [von Emilie Reinbeck]. In: Gustav Schwab: Gedächtnißrede auf Frau Emilie Reinbeck, geb. Hartmann. Stuttgart 1846.
- Gustav Schwab: An August Mayer. Antwort auf dessen Abschied. In: #Kerner 1813, S. 259, Wikisource.

### Archive
- Württembergische Landesbibliothek Stuttgart
  - Cod. poet. et phil. 4° 150: August Mayer, Gedichte aus dem Nachlass (einschließlich der gedruckten Gedichte).
  - Cod. 2° 770, XIV, Nummer 1, 2, 4a, 4b: Briefe von Gustav Schwab an August Mayer aus den Jahren 1811 und 1812.